# 泰阿剣
泰阿（太阿、たいあ）は、楚の宝剣。

## 歴史と伝説
『越絶書』によると、剣の鑑定士でもあった風胡子が鋳剣の名匠の欧冶子とその同門であり婿である干将にこの泰阿剣を作らせた。そして楚王の元へこれは渡ったが、宝剣を欲しがっていた晋公は楚王に泰阿剣を渡すよう要求した。しかし、晋公は楚王から質の悪い楚の剣に泰阿と書かれただけの剣を渡され、再度要求すると拒否された。この事件により晋公は激怒、晋が楚へ攻め込み、晋対楚の戦争が始まった。
『越絶書』によると、楚は大国であった晋の軍勢に包囲され、食料も尽き、存亡の危機に陥った。そして明日には楚の城に火をかけると晋の使者が勧告した。しかし、楚王はそのことを聞き知って、泰阿剣を手に城楼に登ってみずから軍を指揮、「もし城が破られたらこの剣を使い、自害する」とも残した。楚王は泰阿剣を掲げ、「今日、この剣で血祭りにあげるのでかかってこい」と一喝。剣を振るうと奇跡が起こり、剣気を吹き出し、猛獣の咆哮が聞こえる中、晋軍を消してしまった。これにより晋の大軍は壊滅的な打撃を受け、兵はみな精神が混乱し、流血は千里に及び、猛獣さえも驚き恐れ、長江の水さえも環流して広がり、そのため晋公の頭髪は真っ白になった。楚王は大いに喜び「これは宝剣の神威なのだろうか、それとも私の力なのだろうか」と言った。それに対し風胡子は「宝剣の神威によるものです。しかし大王様の神勇（勇気）があってのことです」と答えた。
『史記・李斯列伝』には、”今陛下に送った昆山の玉は、随和の宝で、明かりが垂れる月の珠、太阿の剣に服する。”これは、秦の始皇帝が得た昆山宝玉には瑞光があり、月よりも明るく太阿剣のようである、と言う意味です。始皇帝はかつて宝剣を配りました。死んだあとは大量に埋葬されました。沢山の宝貝も一緒に始皇の地宮に埋葬され。

### 作成（鋳剣）
欧冶子と干将の両者が鋳剣したといわれるが、両者は口をそろえて泰阿剣はずっと前から存在していたと言い、無形で無跡だが剣気は以前から天地の間に存在しており、時期を待っていて、天の時・地の利・人の和の三道が一つになり剣と成したのだといった。そのため泰阿剣は伝説として無形無跡の剣といわれた。